# Viharvilág
A Viharvilág (eredeti címén Stormworld) ausztrál–kanadai televíziós filmsorozat. Ausztráliában 2009. március és 2009. szeptember között a Nine Network vetítette. Kanadában a CTV sugározta, majd a Space tűzte műsorra. Magyarországon a Megamax adta le.

## Ismertető
A történet viharvilágban játszódik. Ezen a világon mindössze 3 nap van és mindennap nagy a vihar van. A felszínét a legtöbb részben óceán borítja, amely sós vizű. Itt az óceánoknak rengeteg sok szigete és partja van. Ezen a tájon a legtöbb időben túlzottan magas a hőmérséklet. A víz iható és tele van értékkel valamint az élelmiszerek korlátozottak. A élelmiszereknek és a víznek itt rendkívül fontos szerepe van az élőlények túlélésében. A két jó barát, Jason és Lee, egy váratlan fordulat következtében ide kerül, erre a tájra, amely egy nagyon ellenséges táj. Az életüket megmentik és elviszik őket kisebb településre. Ezen a településen egy társaság arra törekszik, hogy megteremtsen egy civilizációt és egy rendet a dögevők és a természeti erők ellen. Mindenkit oda juttat a víznélküliség, hogy egyfolytában vizet keressen. Jason és Lee számos sok kalandos élményben vesz részt, de eközben az a céljuk, hogy haza szeretnének menni.

## Szereplők
- Jason
- Lee
- Horimir
- Vassler
- Apssed
- Mephanny
- Luce
- Flees
- Ogee
- Werrolda

## Epizódok
1. A három nap (Three Sun Day)
2. A telep (The Settlement)
3. Mindenütt üzlet (Barter, Barter Everywhere)
4. Callaghan (Callaghan)
5. Roncsjogok (Salvage Rights)
6. Csöbörből vödörbe (Out of the Frying Pan)
7. A labda nyomában (Bouncing Ball)
8. Szökés új Arkoddia-ból (Escape from New Arkoddia)
9. Családi kötelékek (Family Ties)
10. Változó árapályok (Changing Tides)
11. Flees a farmer (Farmer Flees)
12. Az első a család (Family First)
13. Indul a verseny (The Race Is On)
14. A Luce sziget (Luce Island)
15. A mélyben (Deep Down)
16. Tűz és repülés (Fire and Flight)
17. A régi rend változása (The Old Order Changes)
18. Hajómentés (Raising the Cougar)
19. Forrófürdő (A Hot Bath)
20. Egy maréknyi homok (A Handful of Sand)
21. A légmotorok ura (Lord of the Flybikes)
22. Csavarok (Twists and Turns)
23. A felszabadulás napja (Liberation Day)
24. A nagy víz (The Great Water)
25. A hosszú hazaút (Long Way Home)
26. Hazafelé (Homeward Bound)